# Adolf Bittner
Adolf Bittner (* 6. August 1899 in Tropplowitz, Bezirk Jägerndorf, Österreichisch-Schlesien; † 11. Mai 1943 in der Strafanstalt Plötzensee, Berlin) war ein sudetendeutscher Arbeiter und ein Opfer der NS-Kriegsjustiz.

## Leben und Tätigkeit
Bittner war ein ungelernter Arbeiter. Ab 1917 nahm er mit der österreichischen Armee am Ersten Weltkrieg teil. Nach dem Krieg arbeitete er in einer oberschlesischen Kohlengrube. Politisch gehörte er zu dieser Zeit der Deutschen Sozialdemokratischen Arbeiterpartei in der Tschechoslowakei an.
Während eines großen Streiks im Braunkohlenrevier Schöningen-Braunschweig wurde Bittner 1923 verhaftet und zeitweise aus Deutschland ausgewiesen. Bereits im selben Jahr konnte er zurückkehren. Er ließ sich nun in Berlin nieder, wo er bis 1926 der KPD angehörte.
Nach der Besetzung der Tschechoslowakei durch deutsche Truppen im März 1939 wurde Bittner von der Geheimen Staatspolizei in Schutzhaft genommen. Anschließend arbeitete er bei der AEG in Treptow.
Während des Zweiten Weltkriegs gelangte Bittner durch seinen Arbeitskollegen Arthur Illgen in Kontakt mit der im Untergrund agierenden gegen das NS-Regime arbeitenden Widerstandsgruppe um den Schriftsetzer Hans-Georg Vötter, der er sich schließlich anschloss. In der Folgezeit beteiligte Bittner sich an der Verbreitung illegaler gegen die NS-Herrschaft gerichteten Druckschriften wie Der Ausweg und Der Wille zum Sieg.
Am 10. September 1942 wurde Bittner im Rahmen der Zerschlagung der Gruppe um Vötter verhaftet. Insbesondere wurde ihm die Teilnahme an der Vorbereitung eines Brandanschlages auf die antisowjetische Ausstellung Das Sowjetparadies zur Last gelegt. Zusammen mit Vötter, dessen Frau Charlotte, Illger, sowie Werner Schaumann und Hilde Jadamowitz wurde Bittner vor dem 2. Senat des Volksgerichtshofs angeklagt. Im Urteil vom 5. Februar 1943 wurden die sechs für schuldig befunden und Bittner und die anderen drei Männer zum Tode verurteilt.
Bittner hinterließ eine Frau und zwei Kinder. Heute erinnert in Berlin eine Gedenktafel an dem Haus Yorckstraße 4–11, Friedrichshain-Kreuzberg an Bittner.